# Ajaureforsen
För kraftverket, se Ajaure kraftstation.
Ajaureforsen (sydsamiska: Aavjaevrie) är en ort i Tärna socken, Storumans kommun.
1965 avgränsade SCB en tätort med 236 invånare i området för en bebyggelse som uppstått i samband med anläggningen av dammen och kraftverket. 1970 hade folkmängden minskat och orten betraktas sedan dess inte längre såsom tätort. 1966 fanns konsum, kiosk och tom nöjesfält.